# Riaucourt
Riaucourt est une commune française située dans le département de la Haute-Marne, en région Grand Est.

## Géographie
Riaucourt est un village de l'Est de la France, situé dans le département de la Haute-Marne en région Grand-Est, sur les rives du canal entre Champagne et Bourgogne, près des communes de Bologne et Brethenay.

### Hydrographie
La commune est dans la région hydrographique « la Seine de sa source au confluent de l'Oise (exclu) » au sein du bassin Seine-Normandie. Elle est drainée par le canal de la Marne a la Saone, la Marne et divers autres petits cours d'eau,.
Le canal de la Marne à la Saône est un canal à bief de partage au gabarit Freycinet, d'une longueur de 160 km reliant les vallées de la Marne et de la Saône, géré par les Voies navigables de France. 
La Marne  prend sa source sur le plateau de Langres, dans la commune de Saints-Geosmes (Haute-Marne) et se jette dans la Seine entre Charenton-le-Pont et Alfortville (Val-de-Marne) dans le quartier de Conflans-l'Archevêque. Les caractéristiques hydrologiques de la Marne sont données par la station hydrologique située sur la commune de Condes. Le débit moyen mensuel est de 8,38 m3/s. Le débit moyen journalier maximum est de 123 m3/s, atteint lors de la crue du 23 janvier 2018. Le débit instantané maximal est quant à lui de 131 m3/s, atteint le 4 mai 2013.

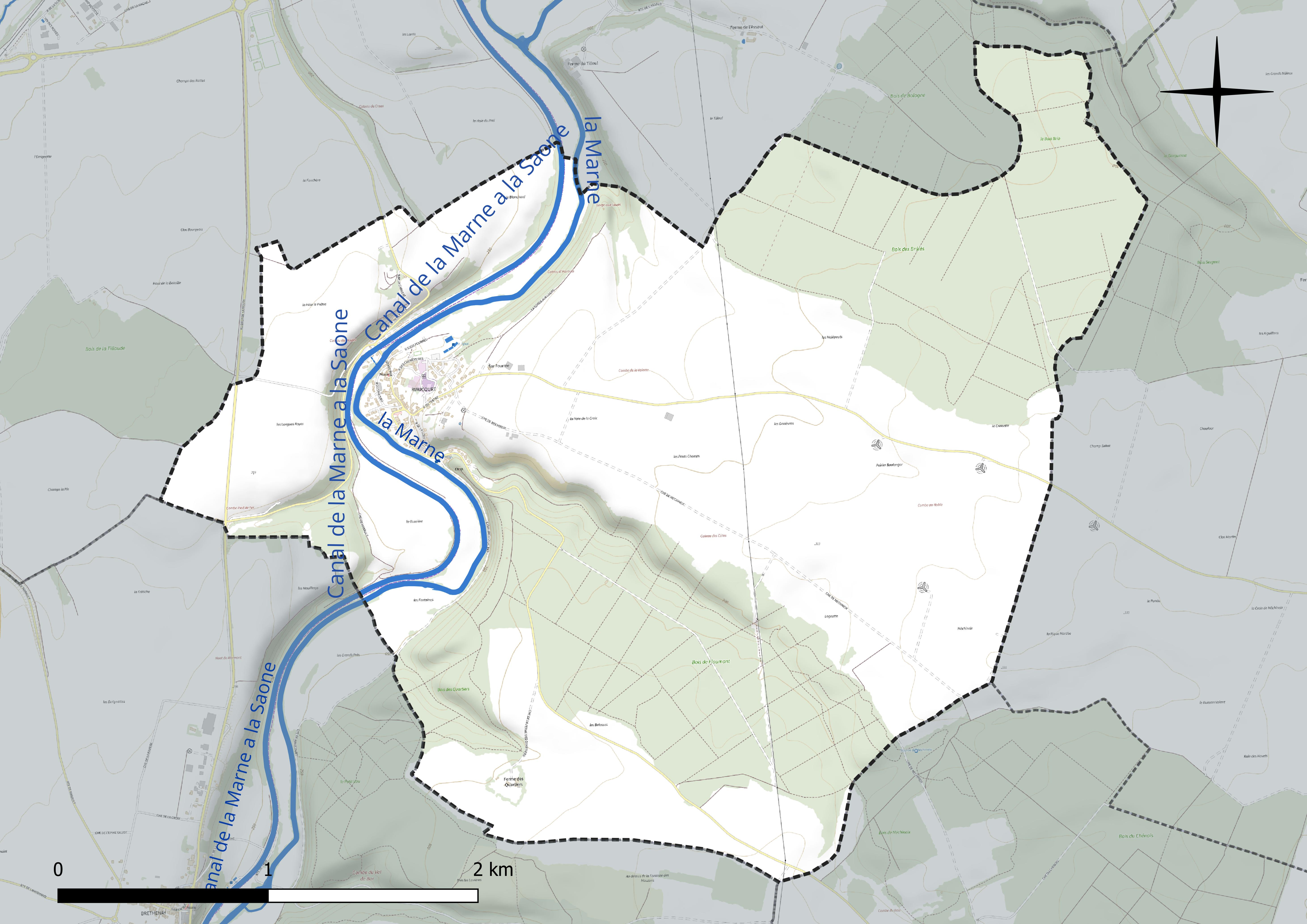
Réseau hydrographique de Riaucourt.

### Climat
Pour des articles plus généraux, voir Climat du Grand Est et Climat de la Haute-Marne.
En 2010, le climat de la commune est de type climat de montagne, selon une étude du Centre national de la recherche scientifique s'appuyant sur une série de données couvrant la période 1971-2000. En 2020, Météo-France publie une typologie des climats de la France métropolitaine dans laquelle la commune est exposée à un climat océanique altéré et est dans la région climatique  Lorraine, plateau de Langres, Morvan, caractérisée par un hiver rude (1,5 °C), des vents modérés et des brouillards fréquents en automne et hiver. 
Pour la période 1971-2000, la température annuelle moyenne est de 10 °C, avec une amplitude thermique annuelle de 16,2 °C. Le cumul annuel moyen de précipitations est de 951 mm, avec 13,3 jours de précipitations en janvier et 9,4 jours en juillet. Pour la période 1991-2020, la température moyenne annuelle observée sur la station météorologique de Météo-France la plus proche, « Bourdons_sapc », sur la commune de Bourdons-sur-Rognon à 15 km à vol d'oiseau, est de 10,0 °C et le cumul annuel moyen de précipitations est de 1 011,1 mm. 
La température maximale relevée sur cette station est de 40,1 °C, atteinte le 25 juillet 2019 ; la température minimale est de −22,1 °C, atteinte le 20 décembre 2009,,. 
Les paramètres climatiques de la commune ont été estimés pour le milieu du siècle (2041-2070) selon différents scénarios d'émission de gaz à effet de serre à partir des nouvelles projections climatiques de référence DRIAS-2020. Ils sont consultables sur un site dédié publié par Météo-France en novembre 2022.

## Urbanisme

### Typologie
Au 1er janvier 2024, Riaucourt est catégorisée commune rurale à habitat dispersé, selon la nouvelle grille communale de densité à sept niveaux définie par l'Insee en 2022.
Elle est située hors unité urbaine. Par ailleurs la commune fait partie de l'aire d'attraction de Chaumont, dont elle est une commune de la couronne,. Cette aire, qui regroupe 112 communes, est catégorisée dans les aires de 50 000 à moins de 200 000 habitants,.

### Occupation des sols
L'occupation des sols de la commune, telle qu'elle ressort de la base de données européenne d’occupation biophysique des sols Corine Land Cover (CLC), est marquée par l'importance des territoires agricoles (57,9 % en 2018), en diminution par rapport à 1990 (60,3 %). La répartition détaillée en 2018 est la suivante : 
terres arables (52,1 %), forêts (39,7 %), prairies (5,8 %), zones urbanisées (2,3 %), zones agricoles hétérogènes (0,1 %). L'évolution de l’occupation des sols de la commune et de ses infrastructures peut être observée sur les différentes représentations cartographiques du territoire : la carte de Cassini (XVIIIe siècle), la carte d'état-major (1820-1866) et les cartes ou photos aériennes de l'IGN pour la période actuelle (1950 à aujourd'hui).

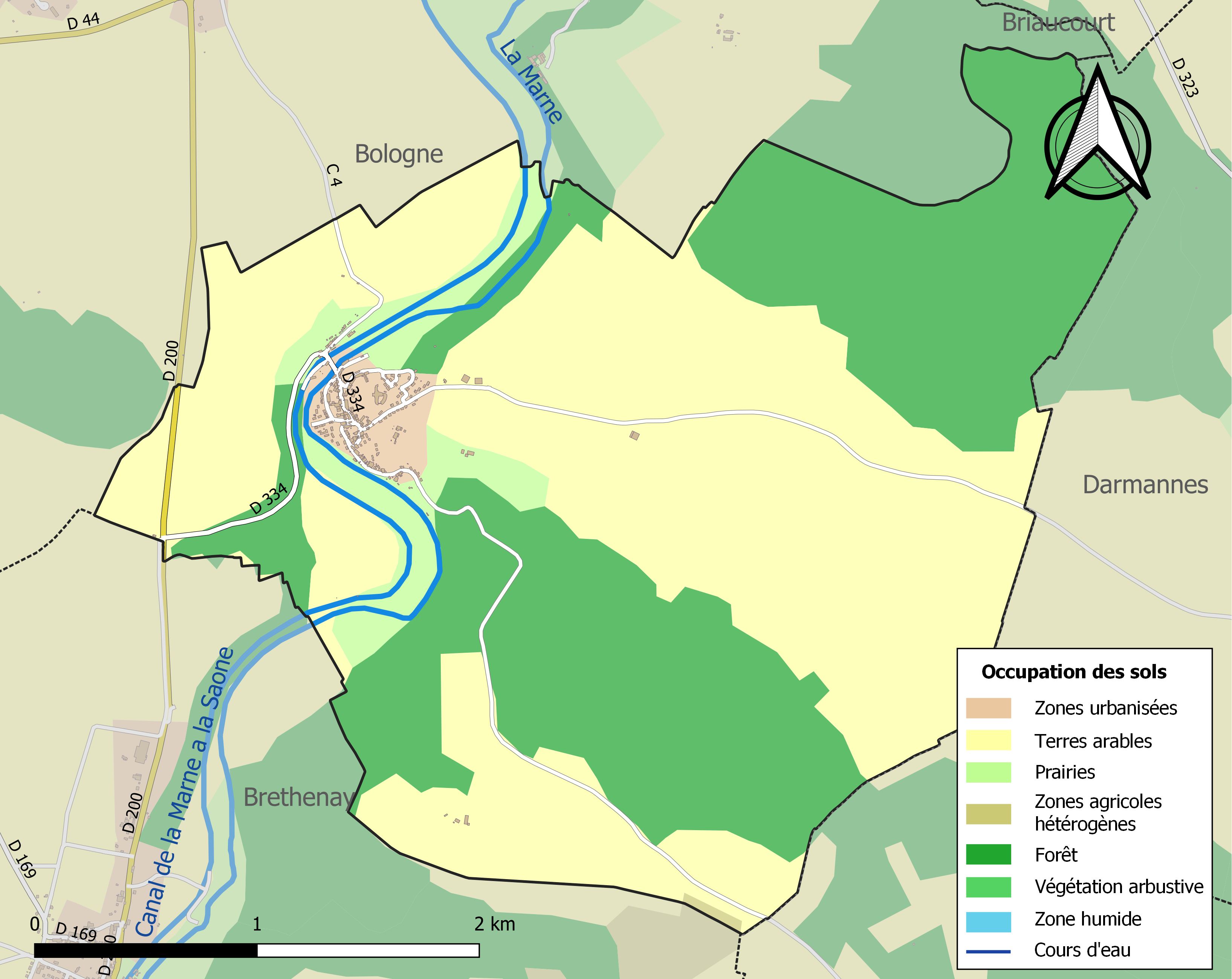
Carte des infrastructures et de l'occupation des sols de la commune en 2018 (CLC).

### Morphologie urbaine
Le village de Riaucourt est divisé en deux par le canal entre Champagne et Bourgogne (même si la partie séparée est plus beaucoup plus petite) ainsi que par la Marne (les deux cours d'eau se suivant parallèlement). Le village se situe le long de la Marne.

### Logements
En 2019, 11 logements de Riaucourt étaient vacants. Cela représente une baisse de 3 logements par rapport à 2013. De même pour les résidences secondaires, évaluées au nombre de 2 en 2019 au lieu de 4 en 2013. À titre comparatif, en 1975, la commune comptait 11 résidences secondaires. Sur les 163 logements que compte le village, 92,1 % sont des résidences principales.
30,7 % des habitants de Riaucourt ont emménagé il y a plus de 10 ans contre 7,3 % il y a moins de 2 ans.

### Voie de communication et transports
Le village n'est desservi par aucun réseau de transport. La D 334 (qui mène à la D 200) est la principale route menant au village. Il existe aussi la rue dite du Tertre qui mène à Darmannes à l'est.
Le village est traversé par le canal entre Champagne et Bourgogne, celui-ci représentait autrefois un axe de communication important (le commerce fluvial étant en dépression). Le village conserve d'ailleurs toujours une écluse.

## Histoire
Le village posséda une forge entre 1612 et 1878. Celle-ci aurait participé aux premières expériences de mélange du charbon de bois et du charbon de terre pour obtenir la fusion du minerai de fer.

## Politique et administration
| Période                                  | Période         | Identité                   | Étiquette | Qualité |
| ---------------------------------------- | --------------- | -------------------------- | --------- | ------- |
| avril 2009                               | 30 janvier 2013 | Roland Guillaumot (décédé) |           |         |
| Mai 2020                                 | 2026            | Christophe Guyot           |           |         |
| Les données manquantes sont à compléter. |                 |                            |           |         |

### Élections
Voici les résultats de l'élection présidentielle de 2022:
| Candidat                    | % des voix | Voix |
| --------------------------- | ---------- | ---- |
| Emmanuel Macron (LREM)      | 31,43%     | 66   |
| Marine Le Pen (RN)          | 29,05%     | 61   |
| Jean-Luc Mélenchon (LFI)    | 15,24%     | 32   |
| Valérie Pécresse (LR)       | 4,29%      | 9    |
| Éric Zemmour (REC)          | 3,33%      | 7    |
| Yannick Jadot (EELV)        | 3,33%      | 7    |
| Jean Lassalle (RES)         | 4,29%      | 9    |
| Philippe Poutou (NPA)       | 0%         | 0    |
| Nathalie Arthaud (LO)       | 0%         | 0    |
| Anne Hidalgo (PS)           | 2,86%      | 6    |
| Fabien Roussel (PCF)        | 4,29%      | 9    |
| Nicolas Dupont-Aignan (DLF) | 1,90%      | 4    |

| Candidat               | % des voix | Voix |
| ---------------------- | ---------- | ---- |
| Emmanuel Macron (LREM) | 54,81%     | 114  |
| Marine Le Pen (RN)     | 45,19%     | 94   |

### Finances communales
La dette de Riaucourt s'élèverait à 126 320€ en 2020 soit 261€ par habitant.

## Population et société

### Démographie

#### Évolution démographique
L'évolution du nombre d'habitants est connue à travers les recensements de la population effectués dans la commune depuis 1793. Pour les communes de moins de 10 000 habitants, une enquête de recensement portant sur toute la population est réalisée tous les cinq ans, les populations de référence des années intermédiaires étant quant à elles estimées par interpolation ou extrapolation. Pour la commune, le premier recensement exhaustif entrant dans le cadre du nouveau dispositif a été réalisé en 2006.

En 2022, la commune comptait 409 habitants, en évolution de −13,16 % par rapport à 2016 (Haute-Marne : −4,62 %, France hors Mayotte : +2,11 %).
| 1793 | 1800 | 1806 | 1821 | 1831 | 1836 | 1841 | 1846 | 1851 |
| ---- | ---- | ---- | ---- | ---- | ---- | ---- | ---- | ---- |
| 312  | 272  | 323  | 377  | 455  | 455  | 445  | 468  | 493  |

| 1856 | 1861 | 1866 | 1872 | 1876 | 1881 | 1886 | 1891 | 1896 |
| ---- | ---- | ---- | ---- | ---- | ---- | ---- | ---- | ---- |
| 481  | 446  | 484  | 436  | 391  | 380  | 340  | 304  | 290  |

| 1901 | 1906 | 1911 | 1921 | 1926 | 1931 | 1936 | 1946 | 1954 |
| ---- | ---- | ---- | ---- | ---- | ---- | ---- | ---- | ---- |
| 259  | 229  | 238  | 222  | 225  | 237  | 260  | 275  | 299  |

| 1962 | 1968 | 1975 | 1982 | 1990 | 1999 | 2006 | 2011 | 2016 |
| ---- | ---- | ---- | ---- | ---- | ---- | ---- | ---- | ---- |
| 343  | 320  | 513  | 408  | 445  | 446  | 478  | 445  | 471  |

| 2021 | 2022 | - | - | - | - | - | - | - |
| ---- | ---- | - | - | - | - | - | - | - |
| 432  | 409  | - | - | - | - | - | - | - |

## Culture locale et patrimoine

### Lieux et monuments

#### La chapelle de Méchineix

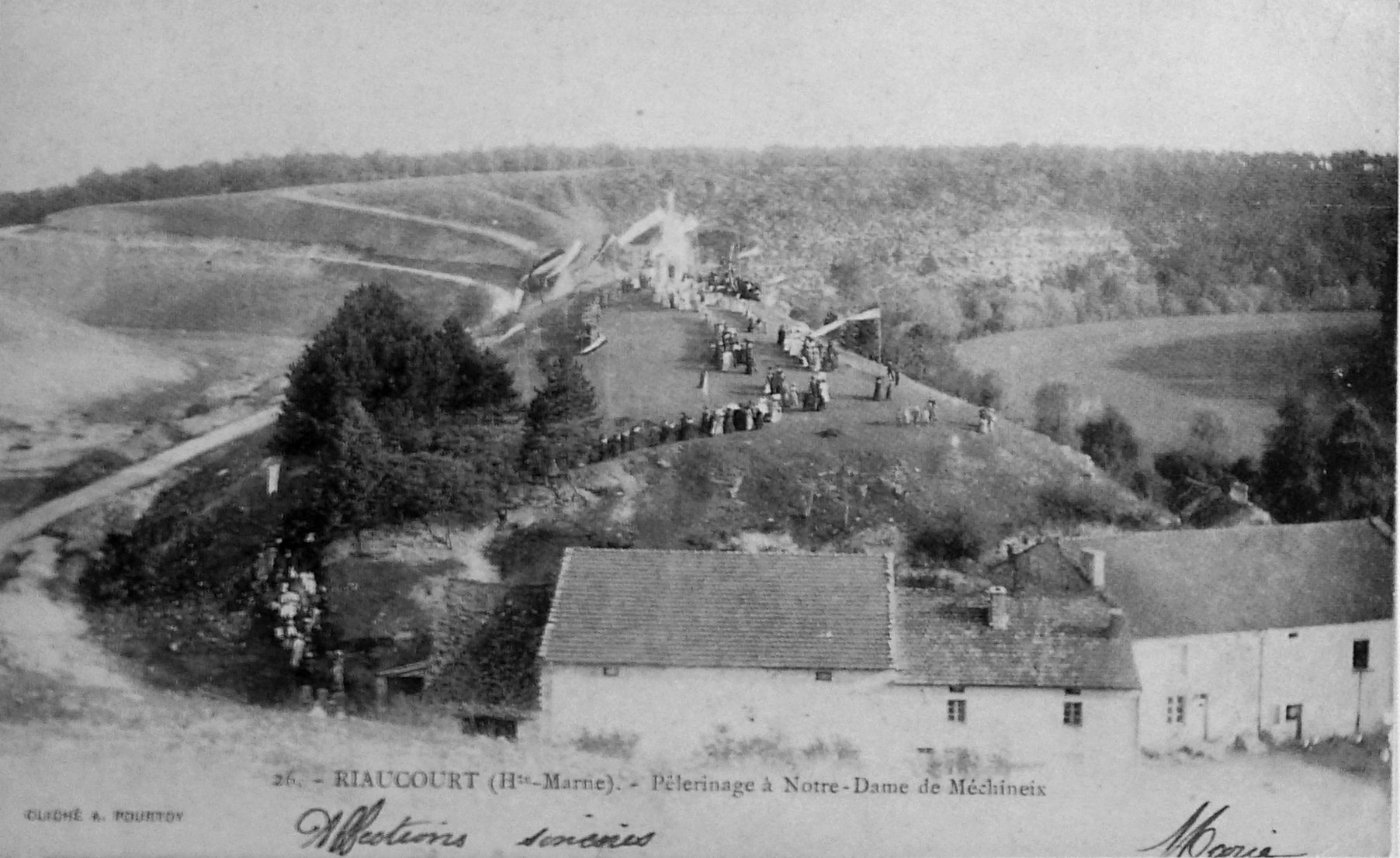
Pélérinage à Notre-Dame de Méchineix, vers 1900.

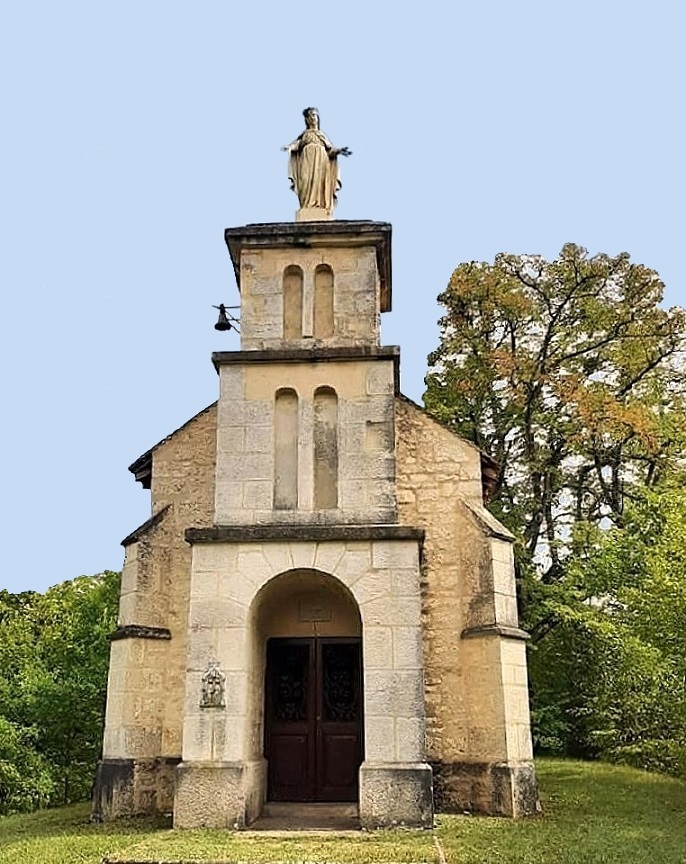
Notre-Dame de Méchineix

Elle fut reconstruite en 1870 sur les ruines d'une ancienne chapelle.
La statue de la Vierge qui surmonte l'édifice a été placée là en 1873 et vient du couvent de Méchineix situé en forêt, sur le territoire de Treix, et disparu vers 1870.
Une légende est attachée à cette statue.
Destinée à être installée à Bologne, elle avait été chargée sur un chariot qui devait la transporter. La légende nous dit que les bœufs devant tirer le chargement ne purent traverser le gué de la Marne à la suite d'une crue subite 
de la rivière ; ensuite ils refusèrent de monter la côte reliant le village à Bologne malgré de nombreuses tentatives. Voyant dans ces faits mystérieux une intervention surnaturelle, les habitants de Riaucourt décidèrent alors  de garder la statue et de l’installer sur la chapelle de Méchineix. Voilà pour la légende, mais la réalité est toute autre. Cette statue fut conservée à Riaucourt car personne n’en voulait ailleurs ; en effet, les gens de Bologne avaient déjà une chapelle consacrée à saint Bologne et ceux de Treix ne souhaitaient pas se mettre en frais pour en construire une.

#### Le colombier
Probablement construit avant la Révolution par un maître de forge de Riaucourt, ce colombier est l'un des rares témoignages qui subsiste des anciennes forges démolies vers 1880 pour permettre le passage du canal.
Ce bâtiment avait bien entendu pour fonction d’abriter des pigeons, mais il devait aussi et surtout affirmer la richesse et le rang social de son propriétaire.
Il forme un ensemble complexe constitué d'un bâtiment central sur plan rectangulaire formant avant corps par rapport à deux bas côtés auxquels on a ajouté deux ailes latérales.
Les élévations sont construites en moellons enduits sur soubassement en pierre de taille. Ces élévations présentent un chaînage d’angle en besace formé par une alternance de pierres de taille et de briques.
La façade est rythmée par des ouvertures encadrées de pierres de taille prenant appui sur des pièces ouvragées. La porte est en anse de panier alors que les fenêtres sont en plein cintre. Cette façade est complétée par une corniche au niveau du premier étage.
À noter qu'il n'existe qu’un semblant de randière sur la façade et que les autres côtés en sont totalement dépourvus (absence qui s'explique peut être par la présence de murs très haut et très lisses n’offrant pas de prise aux nuisibles).
Les trous d’envol sont situés au niveau intermédiaire et supérieur du bâtiment. Le trou supérieur est munie d’un dispositif de fermeture et possède une pierre ouvragée formant saillie et servant de plage d’envol aux pigeons.
Le toit, en légère avancée, possède, en façade, une rive avec lambrequin et est dépourvu d'épis de faîtage.
Lorsqu'en 1940 les Allemands occupèrent l'écluse du canal, les éclusiers trouvèrent refuge dans ce colombier et en aménagèrent l'intérieur afin de le rendre habitable. Les boulins qui tapissaient les murs du bâtiment furent ainsi détruits et il subsiste actuellement aucun aménagement intérieur.
La spécificité de ce colombier est liée à la présence de deux ailes latérales ajoutées vers 1880 lors de la construction du canal. Ces ailes étant destinées à abriter les animaux utilisés pour le halage des péniches ainsi qu’à stocker leur fourrage. À noter que ces extensions possèdent des épis de faîtage et une rive avec lambrequin en façade.

### Héraldique
| Blason de Riaucourt | Blason  | D'azur à la double burelle potencée et contre-potencée d'or, accompagnée en chef d'une enclume du même accostée de deux maisons d'argent maçonnées de sable, et en pointe d'un pont à cinq arches d'argent, maçonné de sable, sur une rivière d'argent mouvant de la pointe. |
| Blason de Riaucourt | Détails | L'enclume évoque la forge que le village posséda entre 1612 et 1878 et qui aurait participé aux premières expériences de mélange du charbon de bois et du charbon de terre pour obtenir la fusion du minerai de fer. Les deux maisons symbolisent la chapelle de Méchineix et le colombier de la commune. L'azur et les burelles rappellent les armoiries de Champagne à laquelle appartient Riaucourt. Le pont est celui qui franchit la Marne et le canal de la Marne à la Saône dans la commune. adopté le 22 octobre 1983. |
| Blason de Riaucourt | Alias   | D'azur à un vol d'or surmonté d'un œil du même. Armes de la famille de Laistre. |